# Anri Sala

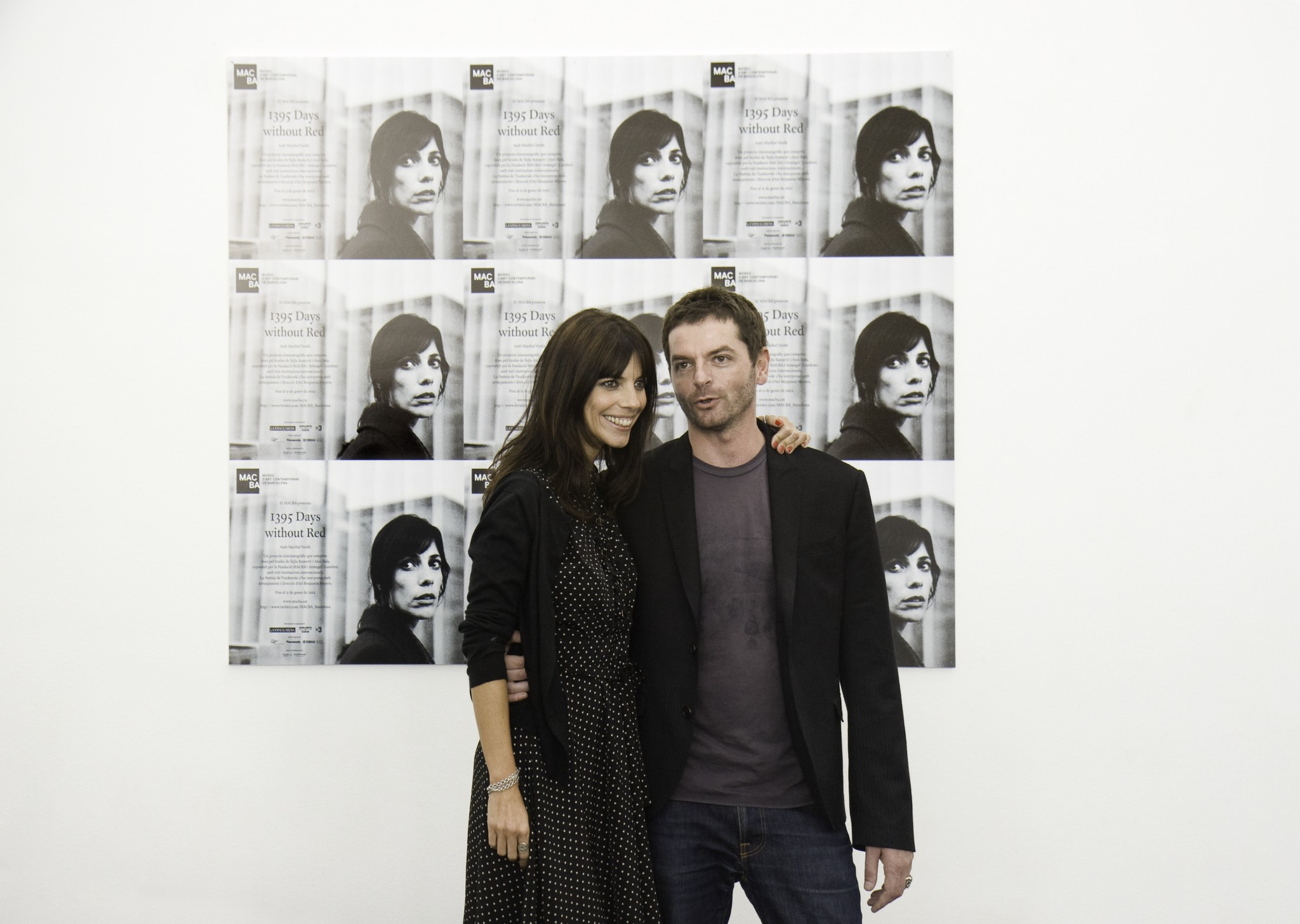
Anri Sala und Maribel Verdú an der MACBA in Barcelona (2011)

Anri Sala (* 1974 in Tirana, Albanien) ist ein albanischer Künstler, dessen hauptsächliche Ausdrucksform das Video ist.

## Leben
Sala absolvierte ein Kunststudium an der Albanischen Kunstakademie in den Jahren 1992 bis 1996. Danach setzte er seine Studien im Fach Video an der École nationale supérieure des arts décoratifs in Paris fort. Es folgte ein Studium in Filmregie am Le Fresnoy-Studio National des Arts Contemporains in Tourcoing, Département Nord, Frankreich.
Seit 2010 lebt und arbeitet Sala in Paris. Er vertrat Frankreich bei der Biennale di Venezia des Jahres 2013.
2020 war er Stipendiat der Villa Aurora.

## Einzelausstellungen (Auswahl)
- 2021: Anri Sala, Kunsthaus Bregenz[2]
- 2017: Take Over, Esther Schipper, Berlin.[3]
- 2014: Black Box: Anri Sala. Baltimore Museum of Art, Baltimore, Maryland, USA.
- 2013: Ravel-Ravel-unRavel. Biennale di Venezia, französischer Pavillon.
- 2009: A Spurous Emission. Videoinstallation im Museum of Contemporary Art (North Miami), North Miami, Florida, USA.
- 2008: Overthinking, Galerie Rüdiger Schöttle, München
- 2008: Title Suspended. Kabinett für aktuelle Kunst, Bremerhaven, anschließend Museum für Moderne Kunst, Frankfurt am Main in der Ausstellung Double des Jahres 2010
- 2005: Dammi i Colori. DAAD-Galerie, Berlin
- 2005: Videos, Museum Boijmans Van Beuningen, Rotterdam
- 2005: Long Sorrow. Fondazione Nicola Trussardi, Mailand
- 2005: Dammi i Colori, DAAD-Galerie, Berlin
- 2004: Wo sich Fuchs und Hase gute Nacht sagen. Deichtorhallen, Hamburg
- 2003: Blindfold. Galerie Johnen und Schöttle, Köln
- 2003: Kunsthalle Wien, Wien
- 2003: Center for Contemporary Art (CCA), Kitakyūshū, Kyūshū, Japan
- 2003: Mixed Behaviour. The Art Institute of Chicago, Chicago
- 2002: Blindfold. The Art Institute of Chicago, Chicago
- 2002: Haunted by Detail. De Appel, Amsterdam
- 2000: De Appel, Amsterdam mit Christian Jankowski

## Gemeinschaftsausstellungen (Auswahl)
- 2017: Naturgeschichten. Spuren des Politischen. Museum Moderner Kunst Stiftung Ludwig Wien, Wien.
- 2013: Videoinstallation Dammi i Colori in der Ausstellung An idea of Beauty im Palazzo Strozzi, Florenz.[4]
- 2013: Creating Space Where There Appears To Be None, Galerie Rüdiger Schöttle, München
- 2012: Static Movements, Filmistallationen mit Darren Almond und David Claerbout. Museum Folkwang, Essen.

- 2012: dOCUMENTA (13), Kassel.

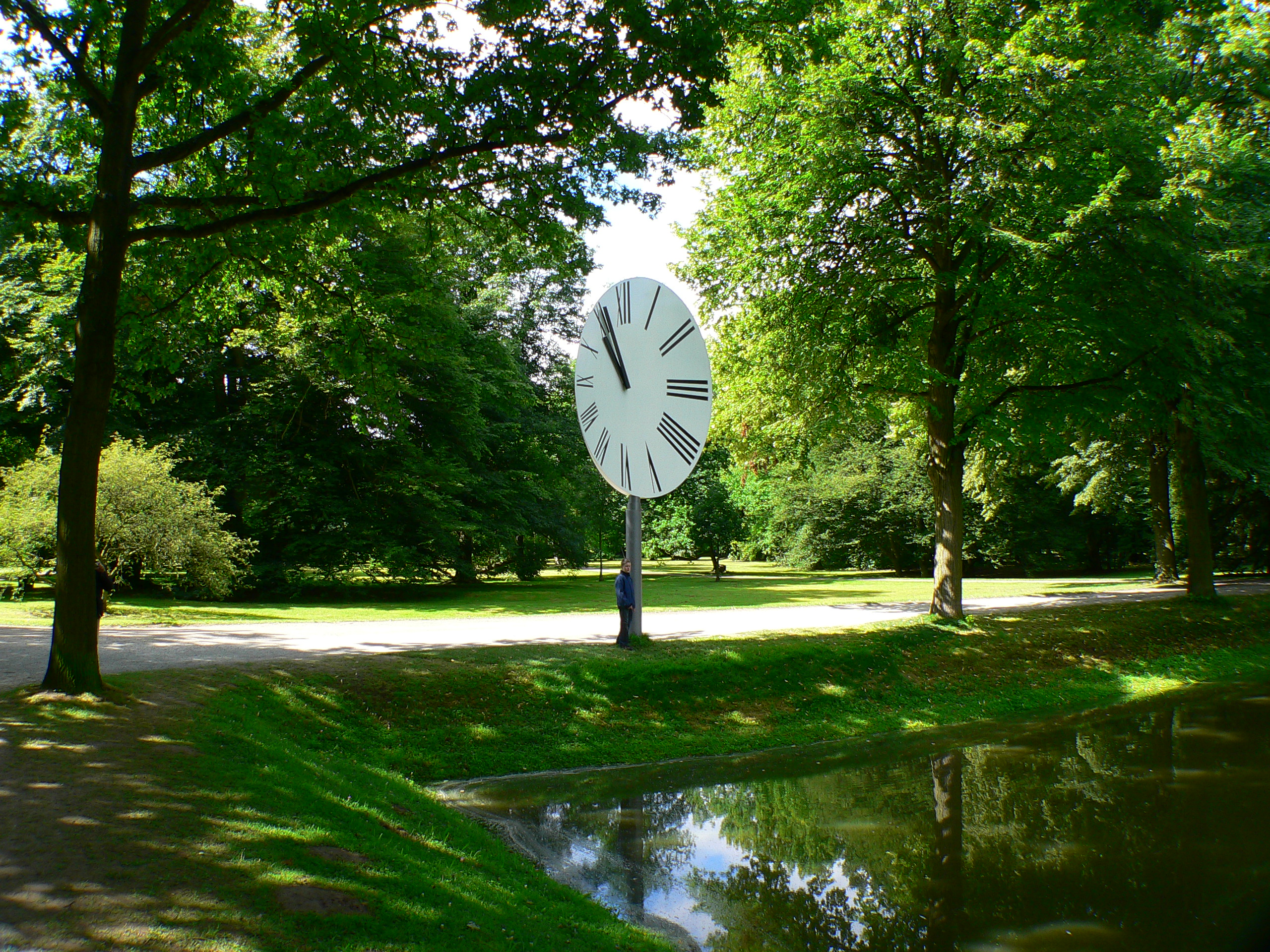
Clocked Perspective von Anri Sala auf der dOKUMENTA (13)

- 2011: Šejla Kamerić and Anri Sala: 1395 Days without Red, Installation. Museu d’Art Contemporani de Barcelona, (MACBA), Barcelona.
- 2011: Aschemünder. Die Sammlung Goetz im Haus der Kunst. Haus der Kunst, München.
- 2010: Title Suspended: Double (Auswahl aus der Arbeit der letzten 40 Jahre des Kabinetts für aktuelle Kunst, Bremerhaven), Museum für Moderne Kunst (MMK), Frankfurt am Main[5]
- 2010: Entre temps - L'Artiste narrateur, Musée d’art moderne de la Ville de Paris, Paris.
- 2006: Vierte Berlin Biennale für Zeitgenössische Kunst, Berlin.
- 2002: 25. Biennale von São Paulo.
- 2001: Berlin Biennale, Berlin.
- 2001: Believe. Westfälischer Kunstverein, Münster.
- 2001: Neue Welt. Frankfurter Kunstverein, Frankfurt am Main.
- 2000: Man muss ganz schön viel lernen um hier zu funktionieren. Frankfurter Kunstverein, Frankfurt am Main.

## Videos
- 2008: Dammi i Colori. Video-Installation im Tate Modern, London
- 2009: A Spurious Emission. Video at a vernissage at MOCA Museum of Contemporary Art (North Miami), North Miami

## Auszeichnungen
- 2002: Hugo Boss Prize
- 2005: Nominierung für den Preis der Nationalgalerie für junge Kunst
- 2014: The Vincent van Gogh Biennial Award for Contemporary Art in Europe